# Tamuín
Tamuín è una municipalità dello stato di San Luis Potosí, nel Messico centrale, il cui capoluogo è la omonima località.
Conta 37.956 abitanti (2010) e ha una estensione di 1.842,03 km².